# Панков Олександр Сергійович
Олександр Сергійович Панков (рос. Александр Сергеевич Панков; 17 листопада 1991, м. Уфа, СРСР) — російський хокеїст, нападник. Виступає за «Салават Юлаєв» (Уфа) у Континентальній хокейній лізі. Кандидат у майстри спорту.
Вихованець хокейної школи «Салават Юлаєв» (Уфа). Виступав за «Толпар» (Уфа), «Салават Юлаєв» (Уфа), «Торос» (Нефтекамськ).
Досягнення
- Володар Кубка Гагаріна (2011)
- Чемпіон ВХЛ (2012).